# Нелазское
Нелазское — село в Череповецком районе Вологодской области.
Входит в состав Нелазского сельского поселения, с точки зрения административно-территориального деления — в Нелазский сельсовет.
Расстояние по автодороге до районного центра Череповца — 31 км, до центра муниципального образования Шулмы — 7 км. Ближайшие населённые пункты — Патино, Панфилка, Поповка.
По переписи 2002 года население — 258 человек (124 мужчины, 134 женщины). Преобладающая национальность — русские (93 %).

## Достопримечательности
Церковь Успения Пресвятой Богородицы (1694 г.) (59°11′20″ с. ш. 37°38′32″ в. д.)